# Intochtmars van de Bojaren
Intochtmars van de Bojaren is een compositie van de Noor Johan Halvorsen. Het is wellicht zijn bekendste werk. Halvorsen schreef het naar zeggen in één dag. Edvard Grieg maakte er een pianotranscriptie van.
Halvorsen was ooit kandidaat voor de functie van muziekprofessor van het Conservatorium van Boekarest. Hij verdiepte zich daarom in de geschiedenis van de stad en omgeving. Hij las toen het verhaal van de intocht van de Bojaren in de 18e eeuw en voelde direct de drang om daar enige muziek voor te schrijven. Tegelijkertijd was Halvorsen dirigent van het orkest van het Theater in Bergen en kon zo uitvoeringen garanderen. Na de eerste uitvoering bewerkte Halvorsen het verder tot een compositie voor orkest. De originele titel werd gezet in het Duits, pas veel later kreeg het haar Noorse titel waarbij die titel nog gecorrigeerd werd naar de oorspronkelijke spelling van 1893.  
De populariteit van het werk werd alleen maar groter toen er een arrangement voor harmonieorkest op de markt verscheen. Louis-Philippe Laurendeau (1911),  James Barnes (1967) en John Glenesk Mortimer schreven er arrangementen voor.
De Norsk Rikskringkasting gebruikte het jarenlang als tune voor een programma over klassieke muziek. August Strindberg refereert aan het werk in zijn toneelstuk Dödsdansen. 
Orkestratie:
- 2 dwarsfluiten, 2 hobo's, 2 klarinetten, 2 fagotten
- 4 hoorns, 2 trompetten, 3 trombones, 1 tuba
- pauken
- violen, altviolen, celli, contrabassen